# South Wilmington
South Wilmington és una població dels Estats Units a l'estat d'Illinois. Segons el cens del 2000 tenia 621 habitants.

## Demografia
Segons el cens del 2000, South Wilmington tenia 621 habitants, 260 habitatges, i 165 famílies. La densitat de població era de 420,6 habitants/km².
Dels 260 habitatges en un 26,9% hi vivien nens de menys de 18 anys, en un 52,7% hi vivien parelles casades, en un 7,7% dones solteres, i en un 36,2% no eren unitats familiars. En el 28,8% dels habitatges hi vivien persones soles el 18,1% de les quals corresponia a persones de 65 anys o més que vivien soles. El nombre mitjà de persones vivint en cada habitatge era de 2,38 i el nombre mitjà de persones que vivien en cada família era de 2,98.
Per edats la població es repartia de la següent manera: un 23,5% tenia menys de 18 anys, un 6,6% entre 18 i 24, un 27,5% entre 25 i 44, un 20,8% de 45 a 60 i un 21,6% 65 anys o més.
L'edat mediana era de 40 anys. Per cada 100 dones de 18 o més anys hi havia 96,3 homes.
La renda mediana per habitatge era de 39.688 $ i la renda mediana per família de 48.438 $. Els homes tenien una renda mediana de 40.066 $ mentre que les dones 28.750 $. La renda per capita de la població era de 19.078 $. Aproximadament el 2,5% de les famílies i el 7,9% de la població estaven per davall del llindar de pobresa.

## Poblacions més properes
El següent diagrama mostra les poblacions més properes.